# Гледик, Иржи
И́ржи Гле́дик (чеш. Jiří Hledík; 19 апреля 1929[…], Пардубице[…] — 25 апреля 2015 или 24 апреля 2015, Градец-Кралове) — чехословацкий футболист, участник чемпионата мира 1954 года

## Биография

### Клубная карьера
Гледик начинал карьеру в «Славой Пардубице», в котором играл в течение двух сезонов, а в 1952 году перешёл в «Крылья Отечества Оломоуц».
Следующим для него клубом в карьере стала «УДА». В 1956 году Гледик перешёл в пражскую «Спарту», в которой играл в течение двух сезонов. В 1958 году Гледик перешёл в «Градец-Кралове», в котором отыграл восемь сезонов, став важной частью команды, с которой в 1960 году выиграл чемпионский титул.

### Карьера в сборной
В составе сборной Чехословакии Гледик играл на чемпионате мира 1954 года, где сыграл в одном матче со сборной Уругвая, который Чехословакия проиграла со счётом 2:0. Всего за сборную Чехословакии сыграл 28 матчей, в которых забил один гол.

### Смерть
Скончался 25 апреля 2015 года в Градец-Карлове в возрасте 86 лет.

## Достижения
Градец-Кралове
- Чемпион Чехословакии (1): 1959/60